# Hallens distrikt
Hallens distrikt är ett distrikt i Åre kommun och Jämtlands län. Distriktet ligger omkring Hallen i västra Jämtland.

## Tidigare administrativ tillhörighet
Distriktet inrättades 2016 och utgörs av Hallens socken i Åre kommun.
Området motsvarar den omfattning Hallens församling hade 1999/2000.

## Tätorter och småorter
I Hallens distrikt finns en tätort och två småorter.

### Tätorter
- Hallen

### Småorter
- Arvesund
- Heljesund